# Natação nos Jogos Olímpicos de Verão de 2020 - 400 m livre masculino
A competição dos 400 m livre masculino da natação nos Jogos Olímpicos de Verão de 2020 foi disputada em 24 e 25 de julho de 2021 no Centro Aquático, em Tóquio. Um total de 36 nadadores de 31 Comitês Olímpicos Nacionais (CON) participaram do evento.

## Qualificação
O tempo de qualificação olímpica ao evento foi de 3min46s78. Até dois nadadores por Comitê Olímpico Nacional (CON) poderiam se qualificar automaticamente nadando naquele tempo em um evento de qualificação aprovado. Por sua vez, o tempo de seleção olímpica foi de 3min53s58. Até um nadador por CON estaria elegível para a qualificação com esse tempo com sua entrada classificada em um ranking até que o número de participantes fosse atingido. CONs sem um nadador qualificado em qualquer evento poderiam obter seus lugares através das vagas de universalidade.

## Formato
A competição consiste em duas rodadas: preliminares e final. Os nadadores com os oito melhores tempos nas baterias preliminares avançam a final. Desempates (swim-offs) são utilizados conforme necessário para quebrar os empates de avanço a próxima rodada.

## Calendário
Horário local (UTC+9)
| Data                | Horário | Fase         |
| ------------------- | ------- | ------------ |
| 24 de julho de 2021 | 19:35   | Preliminares |
| 25 de julho de 2021 | 10:50   | Final        |

## Medalhistas
| Ouro   | TUN Ahmed Hafnaoui  |
| Prata  | AUS Jack McLoughlin |
| Bronze | USA Kieran Smith    |

## Recordes
Antes desta competição, os recordes mundiais e olímpicos da prova eram os seguintes:
| Tipo | Atleta          | Tempo   | Local   | Data                |
| ---- | --------------- | ------- | ------- | ------------------- |
|      | Paul Biedermann | 3:40.07 | Roma    | 26 de julho de 2009 |
|      | Sun Yang        | 3:40:14 | Londres | 28 de julho de 2012 |

## Resultados

### Preliminares
Os nadadores com as oito primeiras colocações, independente da bateria, avançam a final.
| Pos. | Bateria | Raia | Nadador              | CON                    | Tempo   | Notas            |
| ---- | ------- | ---- | -------------------- | ---------------------- | ------- | ---------------- |
| 1    | 4       | 2    | Henning Mühlleitner  | GER Alemanha           | 3:43.67 | Q                |
| 2    | 4       | 3    | Felix Auböck         | AUT Áustria            | 3:43.91 | Q,               |
| 3    | 4       | 4    | Gabriele Detti       | ITA Itália             | 3:44.67 | Q                |
| 4    | 5       | 4    | Elijah Winnington    | AUS Austrália          | 3:45.20 | Q                |
| 5    | 5       | 5    | Jack McLoughlin      | AUS Austrália          | 3:45.20 | Q                |
| 6    | 5       | 2    | Kieran Smith         | USA Estados Unidos     | 3:45.25 | Q                |
| 7    | 5       | 1    | Jake Mitchell        | USA Estados Unidos     | 3:45.38 | Q                |
| 8    | 4       | 8    | Ahmed Hafnaoui       | TUN Tunísia            | 3:45.68 | Q                |
| 9    | 3       | 5    | Antonio Djakovic     | SUI Suíça              | 3:45.82 | Recorde nacional |
| 10   | 5       | 6    | Marco De Tullio      | ITA Itália             | 3:45.85 |                  |
| 11   | 4       | 7    | Guilherme Costa      | BRA Brasil             | 3:45.99 |                  |
| 12   | 4       | 6    | Lukas Märtens        | GER Alemanha           | 3:46.30 |                  |
| 13   | 4       | 5    | Danas Rapšys         | LTU Lituânia           | 3:46.32 |                  |
| 14   | 3       | 7    | Marwan El-Kamash     | EGY Egito              | 3:46.94 |                  |
| 15   | 3       | 1    | Kregor Zirk          | EST Estônia            | 3:47.05 | Recorde nacional |
| 16   | 2       | 4    | Alfonso Mestre       | VEN Venezuela          | 3:47.14 | Recorde nacional |
| 17   | 3       | 4    | Aleksandr Yegorov    | ROC                    | 3:47.71 |                  |
| 18   | 5       | 8    | Gábor Zombori        | HUN Hungria            | 3:47.99 |                  |
| 19   | 5       | 7    | Ji Xinjie            | CHN China              | 3:48.27 |                  |
| 20   | 4       | 1    | Kieran Bird          | GBR Grã-Bretanha       | 3:48.55 |                  |
| 21   | 3       | 3    | Henrik Christiansen  | NOR Noruega            | 3:48.88 |                  |
| 22   | 5       | 3    | Martin Malyutin      | ROC                    | 3:49.49 |                  |
| 23   | 3       | 2    | Zac Reid             | NZL Nova Zelândia      | 3:49.85 |                  |
| 24   | 2       | 3    | Martin Bau           | SLO Eslovênia          | 3:52.56 |                  |
| 25   | 2       | 2    | Joaquín Vargas       | PER Peru               | 3:52.94 |                  |
| 26   | 3       | 8    | Lee Ho-joon          | KOR Coreia do Sul      | 3:53.23 |                  |
| 27   | 1       | 5    | Eduardo Cisternas    | CHI Chile              | 3:54.10 | Recorde nacional |
| 28   | 3       | 6    | David Aubry          | FRA França             | 3:55.01 |                  |
| 29   | 2       | 6    | Aflah Fadlan Prawira | INA Indonésia          | 3:55.08 |                  |
| 30   | 2       | 7    | Wesley Roberts       | COK Ilhas Cook         | 3:55.65 |                  |
| 31   | 1       | 4    | Igor Mogne           | MOZ Moçambique         | 3:56.56 |                  |
| 32   | 1       | 3    | Irakli Revishvili    | GEO Geórgia            | 3:57.49 |                  |
| 33   | 2       | 5    | Welson Sim           | MAS Malásia            | 3:58.25 |                  |
| 34   | 2       | 8    | Alex Sobers          | BAR Barbados           | 3:59.14 |                  |
| 35   | 2       | 1    | James Freeman        | BOT Botsuana           | 4:03.10 |                  |
| 36   | 1       | 6    | Filip Derkoski       | MKD Macedônia do Norte | 4:03.34 |                  |

### Final
Os três nadadores mais rápidos na final conquistaram as medalhas.
| Pos. | Raia | Nadador             | CON                | Tempo   | Notas |
| ---- | ---- | ------------------- | ------------------ | ------- | ----- |
| 01 ! | 8    | Ahmed Hafnaoui      | TUN Tunísia        | 3:43.36 |       |
| 02 ! | 2    | Jack McLoughlin     | AUS Austrália      | 3:43.52 |       |
| 03 ! | 7    | Kieran Smith        | USA Estados Unidos | 3:43.94 |       |
| 4    | 4    | Henning Mühlleitner | GER Alemanha       | 3:44.07 |       |
| 4    | 5    | Felix Auböck        | AUT Áustria        | 3:44.07 |       |
| 6    | 3    | Gabriele Detti      | ITA Itália         | 3:44.88 |       |
| 7    | 6    | Elijah Winnington   | AUS Austrália      | 3:45.20 |       |
| 8    | 1    | Jake Mitchell       | USA Estados Unidos | 3:45.39 |       |

Legenda
| Recorde mundial      | Recorde mundial (World record)               |                       | Recorde africano                      | Recorde africano (African) |                                           | Q | Classificado por posição (Qualified) |
| Recorde olímpico     | Recorde olímpico (Olympic record)            | Recorde da América    | Recorde da América (Americas)         | q                          | Classificado por melhor tempo (Qualified) |   |                                      |
| Melhor marca do ano  | Melhor marca do ano (World leading)          | Recorde asiático      | Recorde asiático (Asian)              | DNS                        | Não largou (Did not start)                |   |                                      |
| Recorde nacional     | Recorde nacional (National record)           | Recorde europeu       | Recorde europeu (European)            | DNF                        | Não terminou (Did not finish)             |   |                                      |
| Recorde pessoal      | Recorde pessoal do atleta (Personal best)    | Recorde da Oceania    | Recorde da Oceania (Oceania)          | DSQ / DQ                   | Desclassificado (Disqualified)            |   |                                      |
| Recorde da temporada | Recorde da temporada do atleta (Season best) | Recorde sul-americano | Recorde sul-americano (South America) | NM                         | Sem marca (No mark)                       |   |                                      |